# حتب حرس الثانية
حتب حرس الثانية  (بالإنجليزية: Hetepheres II) هي إحدى ملكات الأسرة الرابعة، وكانت ابنة الملك خوفو. سمى فرعون مصر خوفو ابنته على اسم أمه حتب حرس، ولهذا يسمي علماء الآثار الابنة باسم «حتب حرس الثانية».
تزوجت حتب حرس الثانية مرتين على الأقل. أول من تزوجت كان أخيها من أم ثانية يسمى كا وعب. ومن تلك الزيجة أنجبت له «جدفمن» و «كا-إم-سخم»، وربما انجت منه أيضا إبنها «دوا-ن-حور». كما أنجبت ابنة تدعى «مرس عنخ».
بعد وفاة زوجها الأول كا-وعب تزوجت حتب حرس الثانية ملكا اسمه دجيدف رع عاش فترة قصيرة. وليس معروفا عما إذا كانت قد تزوجت بعده من أحد أفراد العائلة الملكية.
كان للوزير عنخ حاف أيضا زوجة اسمها حتب حرس - وهو قد يكون عما لخوفو أو أخيه - يفترضها المؤرخون انها هي حتب حرس الثانية ابنة خوفو، ولعل ذلك ليس بصحيح.

## اسمها بالهيروغليفية
| Htp · t · p | Hr · r | s |

حتب حرس

 ḫtp hr.s 
ومعناه «ذات الوجه الصافي»

## تفسير الاسم
يتكون الاسم من كلمتين (وكان الكاتب المصري القديم يحاول قدر الإمكان كتابة كل كلمة في شكل مربع):
الكلمة الأولى: 
| Htp · t · p |

 وتتكون من منضدة قربان تعني بمفردها «حتب»، ومع ذلك فقد كتب المصري القديم حرفي ت وب تحت منضدة القربان كإضافات.

والكلمة الثانية:
| Hr · r | s |

 وهي مكونة من ثلاثة حروف من اليسار إلى اليمين ح-ر-س.
ومعنى الاسم: «الوجه السمح»

## مقبرتها
لا يعرف حتى الآن أين توجد مومياء «حتب حرس الثانية». توجد في المنطقة الجنائزية بالجيزة في الجزء الشرقي من هرم خوفو مصطبتان تحت رقم G 7110 - 7120 كانتا مخصصتين أصلا لحتب حرس الثانية وزوجها الأول كا وعب، ولكن بسبب وفاة كا وعب مبكرا وزواجها من زوجها الثاني الملك «دجيدف رع» فقد دفن «كا وعب» فيها وحده.
وتوجد مصطبة بالقرب من هاتين المصطبتين وهي برقم G 7350 من عهد الأسرة الرابعة أيضا ويرجح أن تكون مقبرة حتب حرس الثانية، حيث وجدت فيها لوحة منقوشة لها مع إبنتها.

## تمثال ملفت للنظر

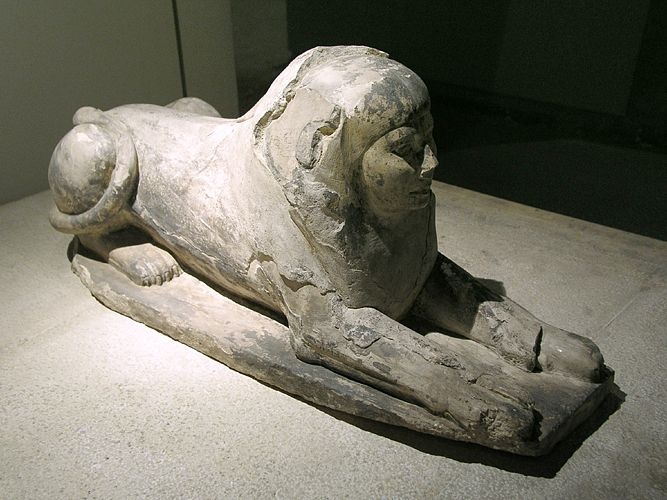
تمثال لحتب حرس الثانية في شكل أبي الهول. وجد في أبي رواش.

عثر في منطقة مجمع الاهرامات الخاص بزوج حتب حرس الثانية، الفرعون دجيدف رع، في منطقة أبو رواش على تمثال لها في هيئة أبي الهول صغير. هذا التمثال ربما كان أول تمثال في تلك الهيئة في تاريخ مصر.

## اقرأ أيضا
- كا وعب
- خوفو
- حتب حرس
- دجيدف رع

## وصلات خارجية
- ancient-egypt.org
- Die Königinnen von Ägyptens 4. Dynastie